# Hovedstadens Lokalbaner

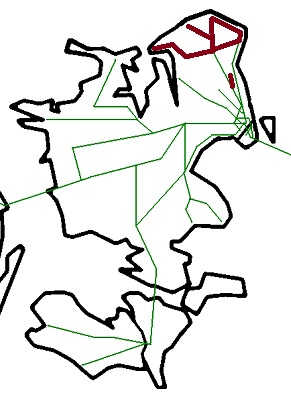
Hovedstadens Lokalbaner

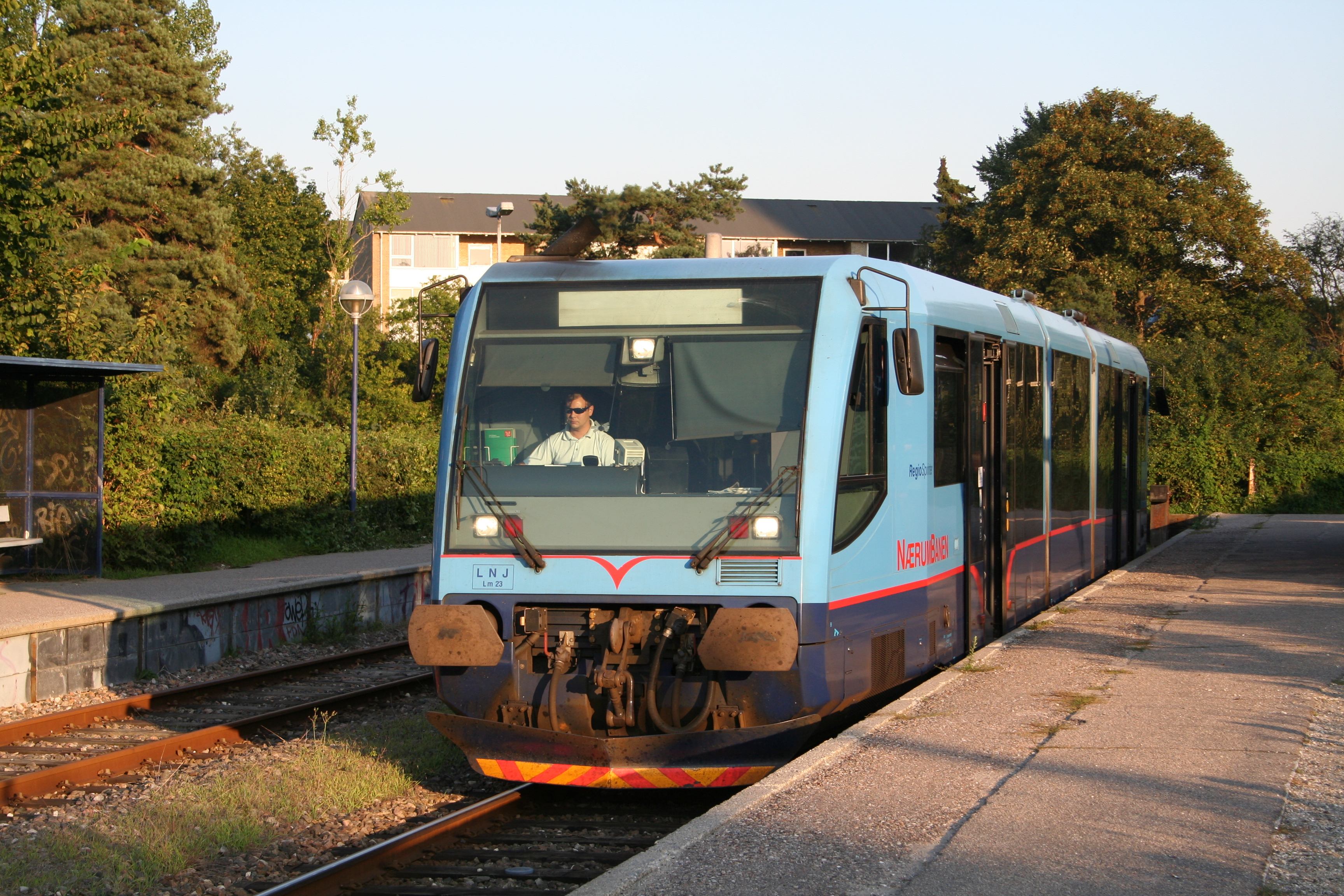
RegioSprinter in Jægersborg

Hovedstadens Lokalbaner A/S (HL) ist eine Infrastrukturgesellschaft, in der die fünf nordseeländischen Privatbahngesellschaften und der ehemaligen DSB-Strecke Lille Nord zwischen Hillerød und Helsingør zusammengeschlossen sind.
Das Unternehmen wurde am 1. Juli 2001 gegründet. Das Transportunternehmen Movia ist der Mehrheitsaktionär. Movia gründete zudem das Unternehmen Lokalbanen A/S für den Betrieb und die Wartung der Fahrzeuge, während HL Eigentümer der Strecken und der Fahrzeuge ist.
Im Rahmen einer am 1. Januar 2009 erfolgten Reorganisation wurde HL eine Tochtergesellschaft von Lokalbanen. Bei dieser Gelegenheit wurde die Østsjællandske Jernbaneselskab der neu gegründeten Gesellschaft Regionstog A/S übertragen.
Am 1. Juli 2015 verschmolzen Regionstog A/S und Lokalbanen A/S zum neuen Unternehmen Lokaltog, das alle ehemaligen Privatbahnen auf den Inseln Seeland und Lolland umfasst und seither die Strecken der Hovedstadens Lokalbaner A/S betreibt.

## Strecken
- Hillerød–Frederiksværk–Hundested (Hillerød–Frederiksværk–Hundested Jernbane) (Frederiksværkbanen)
- Hillerød–Kagerup–Gilleleje / Tisvildeleje (Gribskovbanens Driftsselskab) (Gribskovbanen)
- Hillerød–Snekkersten–(Helsingør) (Lille Nord) (früher DSB / Banedanmark)[2]
- Helsingør–Hornbæk–Gilleleje (Helsingør–Hornbæk–Gilleleje Banen) (Hornbækbanen)
- Jægersborg–Nærum (Nærumbanen) (Nærumbanen)

Nærumbanen wird mit Regiosprinter bedient, die übrigen mit LINT 41.
Bis 1. Januar 2009 war die an Regionstog übergegangene Strecke
- Køge–Hårlev–Rødvig / Faxe Ladeplads der (Østsjællandske Jernbaneselskab) (Østbanen) im Konzept enthalten.